# Andrzej Koter
Andrzej Koter (ur. 18 listopada 1888 w Rudach, zm. 21 września 1966 w Dąbrowicy) - rolnik, działacz samorządowy, polityk, członek OZN,  poseł na Sejm II i V kadencji w II RP.
Brał udział w ruchu niepodległościowym podczas Rewolucji 1905-1907 r., potem działacz „Zarania”. W okresie I wojny światowej członek Polskiej Organizacji Wojskowej. Instruktor Kółek Rolniczych, wiceprezes Lubelskiej Izby Rolniczej. W listopadzie 1938 r. wybrany posłem z okręgu nr 33 (pow. lubelski i lubelski miejski). 
Andrzej Koter miał trzech synów, jednym z nich był Tadeusz Koter (1919-1995) - profesor nadzwyczajny Politechniki Łódzkiej, a także brata - Tomasza Kotera - posła PSL.  